# Balavé
Balavé è un dipartimento del Burkina Faso classificato come comune, situato nella provincia  di Banwa, facente parte della Regione di Boucle du Mouhoun.
Il dipartimento si compone del capoluogo e di altri 7 villaggi: Badinga, Doga, Gama, Hasbialaye, Lago, Tangouna e Yasso.